# Domkirkeruinerne
Domkirkeruinerne er en ruin af Hamar Domkirke, som blev opført fra 1152 til 1200. Den er i dag en del af Hedmarksmuseet, som ligger i Hamar i Norge.  Stilistisk minder den meget om Ringsaker Kirke, Gamle Aker kirke i Oslo og Nikolaikirken på Gran. Disse kirker blev bygget efter forbillede af Oslo bispedømmets ældste hovedkirke, Hallvardskatedralen, som i dag ligger som ruiner ved Oslo torg (krydset mellem Bispegata og Oslo gate) i Gamlebyen i Oslo.
Domkirken var i lighed med forbilledet St. Hallvardskatedralen i Oslo, en treskibet basilika opført i en enkel romansk stil. Sandsynligvis har katedralen haft to vesttårne og et stort centralt tårn. Koret blev udvidet i løbet af middelalderen. I 1567 blev domkirken ødelagt af svenskerne under Den Nordiske Syvårskrig.
Det er i dag Riksantikvaren som ejer Domkirkeruinerne, og de er fredet, mens Stiftelsen Domkirkeodden står for forvaltningen og brugen af bygningen. Den nye Hamar Domkirke blev opført i centrum af byen i 1866.

## Bygningsværn
I 1985 blev ruinerne pakket ind i plast på grund af frostskader og fugtighedsangreb. For at publikum skulle kunne se ruinerne opførte man i 1998 en glasbygning uden om ruinerne, som beskytter mod vejr og vind. Bygningen udgjorde Miljøverndepartementets hidtil største enkeltsatsing inden for kulturmindeværn. Den blev åbnet af kronprins Haakon den 9. august 1998.
Glasbygningen er tegnet af arkitekterne Lund & Slaatto. Den har et grundareal på 2600 m2, og stålkonstruktionen indbefatter sammenlagt 4800 m2 glas. Projektet modtog Norsk Stålkonstruksjonspris i 1999 og i efteråret 2005 blev glasbygningen tildelt FIABCIs (The International Real Estate Federation) norgesafdelings specialpris for enestående arkitektur.
Glaskonstruktionen kostede 76 millioner kroner. 10 mio. blev doneret af amerikaneren Thomas J. Perkins, hvis afdøde kone voksede op i nærheden af ruinerne. Under åbningsceremonien i 1998 afslørede han en mindeplade over Gerd Thune-Ellefsen Perkins. Seks millioner blev samlet ind af befolkningen i Hedmarken.
Den nye bygning har fået navnet Hamardomen. Ud over at fungere som bygningsværn bruges det til kirkelige ceremonier som barnedåb og bryllup og til koncerter, teaterforestillinger og lignende for op til 800 tilskuere.

## Tusenårssted
Domkirkeruinerne er Hamar kommunes og Hedmark fylkes tusenårssted.

## Galleri
- Domkirkeruinerne i Nordiska taflor udgivet i 1865.
- Domkirkeruinen, postkort ca. 1920-30
- den bevarede buegang.
- Døbefonten.